# Världsmästerskapet i schack 1894
Världsmästerskapet i schack 1894 var en titelmatch mellan den regerande världsmästaren Wilhelm Steinitz och utmanaren Emanuel Lasker. Den spelades i New York, Philadelphia och Montreal mellan den 15 mars och 26 maj 1894. Matchen slutade med en seger för Lasker som blev den andre officielle världsmästaren.
Matchen började jämnt men sen vann Lasker fem raka partier (de två sista i New York och de tre i Philadelphia). De åtta sista partierna i Montreal var åter jämna men Lasker höll undan och vann klart. Direkt efteråt utmanade Steinitz Lasker på en returmatch men den kom inte till stånd förrän två år senare.

## Bakgrund
Steinitz hade varit officiell världsmästare i åtta år och inofficiell ända sedan 1866. Han var 57 år gammal, inte lika stark som han varit tidigare och hade diskuterat att dra sig tillbaka. Men Steinitz var i behov av pengar så när Lasker utmanade honom hösten 1893 accepterade han fast de ekonomiska villkoren inte var lika bra som i en del av hans tidigare matcher.
Lasker var 25 år, på uppgång och fylld av självförtroende efter bra resultat. Han hade studerat Steinitz partier och principer, och kände att han förstod Steinitz bättre än hans tidigare motståndare och hade en god chans att vinna.

## Regler
Matchen spelades som först till tio vunna partier. Tidskontrollen var 15 drag per timme.

## Resultat
| Namn             | Parti | Parti | Parti | Parti | Parti | Parti | Parti | Parti | Parti | Parti | Parti | Parti | Parti | Parti | Parti | Parti | Parti | Parti | Parti | Poäng |
| Namn             | 1     | 2     | 3     | 4     | 5     | 6     | 7     | 8     | 9     | 10    | 11    | 12    | 13    | 14    | 15    | 16    | 17    | 18    | 19    | Poäng |
| ---------------- | ----- | ----- | ----- | ----- | ----- | ----- | ----- | ----- | ----- | ----- | ----- | ----- | ----- | ----- | ----- | ----- | ----- | ----- | ----- | ----- |
| Wilhelm Steinitz | 0     | 1     | 0     | 1     | ½     | ½     | 0     | 0     | 0     | 0     | 0     | ½     | 1     | 1     | 0     | 0     | 1     | ½     | 0     | 7     |
| Emanuel Lasker   | 1     | 0     | 1     | 0     | ½     | ½     | 1     | 1     | 1     | 1     | 1     | ½     | 0     | 0     | 1     | 1     | 0     | ½     | 1     | 12    |